# Estetika
Estetika (starogrško αἰσθητικός, latinizirano: aistetikós, dob. 'čuten, zaznaven') je filozofska disciplina, ki se ukvarja s proučevanjem lepega in z vrednotenjem sodb (meril okusa), ki se izjavljajo o lepem. V ožjem pomenu je estetika filozofija umetnosti ter kritika umetnosti in umetniškega ustvarjanja.
Filozofi in ostali učenjaki so že tisočletja razmišljali o lepem kot splošnem in o lepem v stvareh (Platon, Aristotel). Besedo je kot prvi uporabil nemški filozof Alexander Gottlieb Baumgarten, ki je tudi začetnik proučevanja estetike v 18. stoletju. Nanaša se na to, »kar apelira na čute« in je vse kar poživlja ali povzdigne posameznika. Predmet estetike je lahko oblika dela in tudi vsebina. Baumgarten si je estetiko zamislil kot vedo o čutnemu spoznanju. Kant še ohranja ta pomen posredovanja čutno danega (transcedentalna estetika). S tega vidika predstavlja prelom Hegel, ki estetiko poveže s človekovim duhovnim ustvarjanjem. 
Danes se v estetiki poudarja njen uporaben vidik v vsakdanjem življenju, ki se nanaša na preudarjeno spreminjanje bivalnega okolja in doseganje boljše kvalitete življenja.